# Castelul Mikes din Săvădisla
Castelul Mikes (magh. Jósika-Mikes-Széchen-kastély) din Săvădisla, județul Cluj este înscris pe Lista monumentelor istorice din județul Cluj, elaborată de Ministerul Culturii din România în anul 2015.
Castelul a fost construit în secolul al XIX-lea, în stil neobaroc. În prezent este folosit ca Sanatoriu TBC.